# القطب الشمالي المغناطيسي

القطب الشمالي المغناطيسي هو نقطة على سطح الأرض تقع في نصف الأرض الشمالي ويكون عندها اتجاه الحقل المغناطيسي الأرضي عمودياً باتجاه الأسفل، أي أنه إذا سمح لبوصلة أن تدور بشكل حر فإنها ستتجه نحو الأسفل.
تقع هذه المنطقة بالقرب من القطب الشمالي الجغرافي، وهي غير ثابتة في مكانها وتتحرك مع مرور الوقت بسبب حدوث تغيرات مغناطيسية في اللب الخارجي للأرض.

## اقرأ أيضاً
- مغناطيسية أرضية
- قطب شمالي